# Cueva de la Virgen
Cueva de la Virgen (también escrito Cueva de la Santísima Virgen y llamada alternativamente Cueva de los Pescadores) Se encuentra localizada frente a las costas del Mar Caribe o mar de las antillas, al occidente del país suramericano de Venezuela, específicamente en el estado Falcón. Se trata de un lugar protegido como parte del Parque nacional Morrocoy, y es accesible a través de lanchas o botes, al igual que otras cuevas cercanas como la del Indio.
Está dedicada a la Virgen María por lo que también es considerada un sitio de peregrinación para los religiosos, en su interior algunas personas han ido colocado imágenes religiosas a lo largo del tiempo.